# 2010 SB41
2010 SB41, também escrito como 2010 SB41, é um objeto transnetuniano que está localizado no Cinturão de Kuiper, uma região do Sistema Solar. Este corpo celeste é classificado como um plutino, pois, o mesmo está em uma ressonância orbital de 2:3 com o planeta Netuno. Ele possui uma magnitude absoluta de 8,2 e tem um diâmetro estimado com 101 km.

## Descoberta
2010 SB41 foi descoberto no dia 16 de setembro de 2010 pelo Pan-STARRS.

## Órbita
A órbita de 2010 SB41 tem uma excentricidade de 0,288 e possui um semieixo maior de 39,812 UA. O seu periélio leva o mesmo a uma distância de 28,359 UA em relação ao Sol e seu afélio a 51,266 UA.